# Robert Maschio
Robert Maschio (ur. 25 sierpnia 1966 w Nowym Jorku) – amerykański aktor. Popularność przyniosła mu rola dr Todda Quinlana w amerykańskim serialu komediowym  Hoży doktorzy.

## Filmografia
- 2008 Desertion jako Michael Sheridan
- 2004 – 2007 Weronika Mars jako Wysportowany facet (gościnnie)
- 2003 Date or Disaster jako Touch Johnson
- 2001 – 2009 Hoży doktorzy jako dr Todd Quinlan
- 2000 Battery Park jako Satyryk (gościnnie)
- 1996 – 2002 Spin City jako Partner do bingo (gościnnie)